# UFC on ESPN: Ribas vs. Namajunas
UFC on ESPN: Ribas vs. Namajunas（ユーエフシー・オン・イーエスピーエヌ：ヒバス・バーサス・ナマユナス、別名UFC on ESPN 53）は、アメリカ合衆国の総合格闘技団体「UFC」の大会の一つ。2024年3月23日、ネバダ州ラスベガスのUFC APEXで開催された。

## 大会概要
本大会はアマンダ・ヒバスとローズ・ナマユナスの女子フライ級戦が組まれた。
ダナ・ホワイトCEOは、噛みつきを行い失格負けとなったイーゴル・セベリーノをUFCからリリースすることを発表し、勝者のアンドレ・リマに対して追加ボーナス「バイト・オブ・ザ・ナイト」を支給することを発表した。

## 試合結果

### プレリミナリーカード
第1試合 ヘビー級 5分3R
○  ミック・パーキン vs.  モハメド・ウスマン ×
3R終了 判定3-0（29-28、29-28、29-28）
第2試合 フライ級 5分3R
○  アンドレ・リマ vs.  イーゴル・セベリーノ ×
2R 2:52 失格（噛みつき）
第3試合 女子バンタム級 5分3R
○  ダリヤ・ジェレズニャコバ vs.  モンツェラート・レンドン ×
3R終了 判定3-0（29-28、29-28、29-28）
第4試合 フェザー級 5分3R
○  ヤルノ・エレンス vs.  スティーブン・ヌエン ×
3R終了 判定3-0（30-27、30-27、30-27）
第5試合 バンタム級 5分3R
○  マイルズ・ジョーンズ vs.  コーディ・ギブソン ×
3R終了 判定3-0（30-27、30-27、30-27）
第6試合 フェザー級 5分3R
○  ジュリアン・エローサ vs.  リカルド・ラモス ×
1R 2:15 ギロチンチョーク
第7試合 ライト級 5分3R
○  トレイ・オグデン vs.  カート・ホロボー ×
3R終了 判定3-0（30-27、30-27、30-27）

### メインカード
第8試合 フェザー級 5分3R
○  フェルナンド・パディーヤ vs.  ルイス・パフエロ ×
1R 2:45 ブラボーチョーク
第9試合 フェザー級 5分3R
○  ユーセフ・ザラル vs.  ビリー・クアランティーロ ×
2R 1:50 リアネイキドチョーク
第10試合 バンタム級 5分3R
○  ペイトン・タルボット vs.  キャメロン・サーイマン ×
2R 0:21 TKO（左フック→パウンド）
第11試合 ミドル級 5分3R
○  エドメン・シャバージアン vs.  AJ・ドブソン ×
1R 4:33 KO（左フック→パウンド）
第12試合 ヘビー級 5分3R
○  カール・ウィリアムズ vs.  ジャスティン・タファ ×
3R終了 判定3-0（30-27、29-28、29-28）
第13試合 女子フライ級 5分5R
○  ローズ・ナマユナス vs.  アマンダ・ヒバス ×
5R終了 判定3-0（49-46、49-46、48-47）

### 各賞
ファイト・オブ・ザ・ナイト：ヤルノ・エレンス vs. スティーブン・ヌエン
パフォーマンス・オブ・ザ・ナイト：ペイトン・タルボット、フェルナンド・パディーヤ
バイト・オブ・ザ・ナイト：アンドレ・リマ
各選手にはボーナスとして5万ドルが授与された。

### カード変更
負傷などによるカードの変更は以下の通り。